# Zwota
Zwota is een plaats in de Duitse deelstaat Saksen. Op 1 januari 2013 fuseerde de tot dan toe zelfstandige gemeente Zwota met Klingenthal tot de nieuwe stad Klingenthal in de Vogtlandkreis en is naast Klingenthal en Mühlleithen een van de drie ortsteilen.

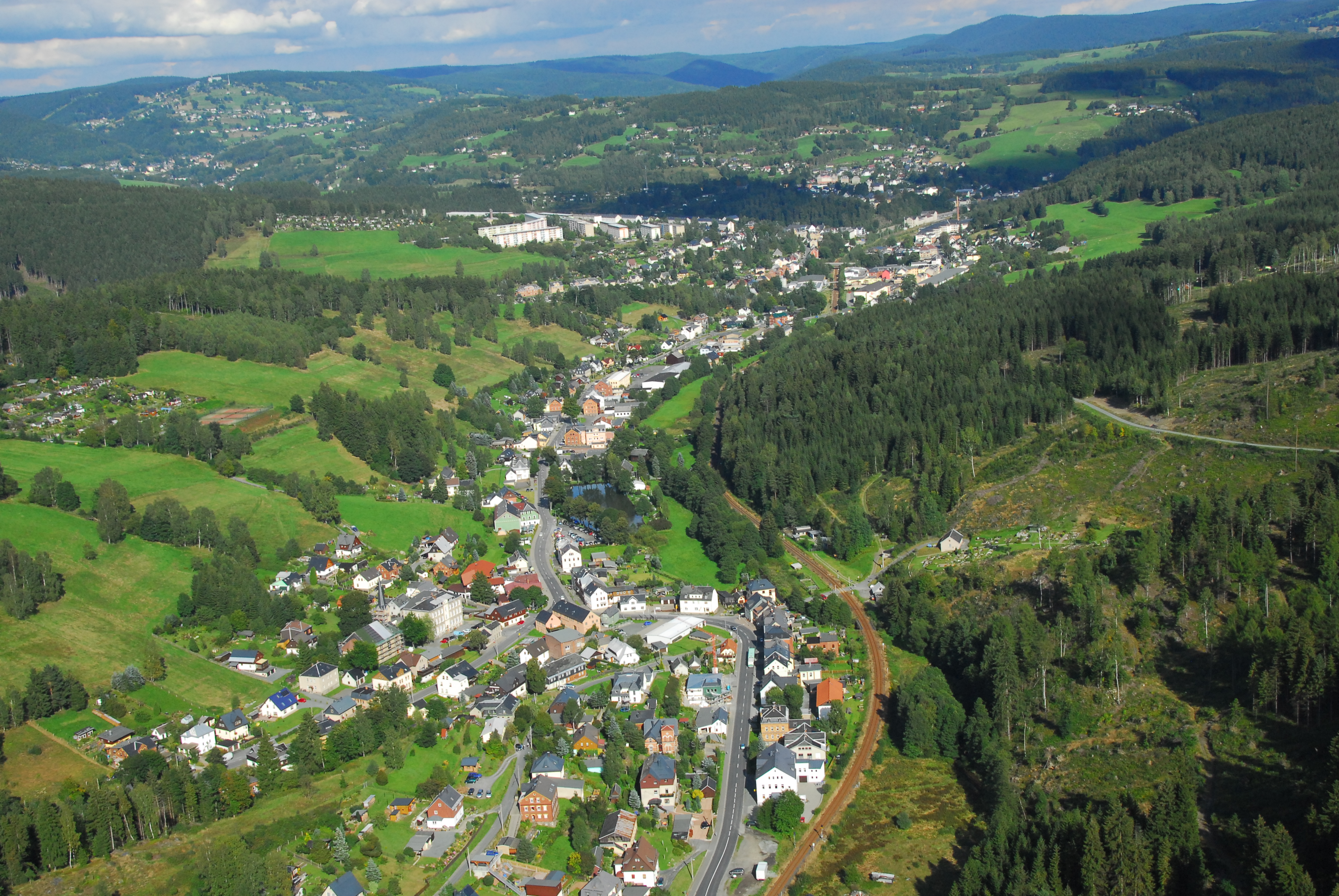
Zwota gezien vanuit de lucht